# Marie Brulart de La Borde
Marie Brulart de La Borde († 11. September 1763 in Versailles), durch Heirat Duchesse de Luynes, war Première dame d’honneur der Königin Maria Leszczyńska.

## Leben
Marie Brulart de La Borde war die Tochter von Nicolas Brulart, Marquis de La Borde, und Marie Bouthillier de Chavigny, Tochter von Léon Bouthillier, comte de Chavigny. Am 17. Dezember 1704 heiratete sie in erster Ehe Louis-Joseph de Béthune-Charost (* 15. Juli 1681; † 11. September 1709) aus der Familie Béthune, den ältesten Sohn von Armand I. de Béthune, der 1717 der 3. Duc de Charost wurde, und Louis Marie Thérèse de Melun. Louis-Joseph fiel in der Schlacht bei Malplaquet, vier Tage zuvor war ihre gemeinsame Tochter geboren worden, Marie-Thérèse de Béthune-Charost (* 7. September 1709; † vor 1716).
In zweiter Ehe heiratete sie am 15. Januar 1732 Charles Philippe d’Albert (* 30. Juli 1695; † 2. November 1758), Duc de Luynes et de Chevreuse. Diese Ehe blieb kinderlos.
Am 18. Oktober 1735 wurde sie zur Nachfolgerin von Catherine-Charlotte de Boufflers als Première dame d’honneur ernannt, wobei eine Verwandtschaft mit einer früheren Hofbeamtin als Qualifikation galt – hier half Julie-Christine-Régine Gorge d’Antraigues († 1737) weiter, die Schwägerin ihres ersten Mannes, die seit 1725 zu den Dames du Palais der Königin gehörte. Als Premiére dame d'honneur war sie die Stellvertreterin der Surintendante de la Maison de la Reine, wurde dann aber die erste in der Rangfolge der Hofdamen, als Position der Surintendante 1741 vakant wurde und bis zum Tod Königin 1768 blieb.
Marie Brulart war die Freundin und Vertraute der Königin und wird als eine ihrer beiden Favoritinnen unter den Hofdamen bezeichnet, die andere war Françoise de Mazarin († 1742) und nach deren Tod Amable-Gabrielle de Villars. († 1771). Sie gehörte zu dem engen Freundeskreis, mit dem sich die Königin in ihre Apartments zurückzog, nachdem sie ihre zeremoniellen Pflichten erfüllt hatte. Dazu gehörten auch ihr Großalmosenier Paul d’Albert de Luynes, ab 1753 Cardinal de Luynes, Charles Philippe d’Albert, Duc de Luynes, Charles-Jean-François Hénault, genannt Président Hénault, ab 1753 Surintendant de la maison de la Reine, und der Comte d’Argenson.
Ab 1751 erlaubte Marie Brûlart, dass ihre Aufgaben von ihrer Stellvertreterin, ihrer Stiefschwiegertochter Henriette-Nicole Pignatelli d’Egmont, Duchesse de Chevreuse (1719–1782), wahrgenommen wurden, behielt aber offiziell ihren Rang und Titel der Première dame d‘honneur und besuchte weiterhin den Hof in ihrer Eigenschaft als Freundin der Königin. Als Chevreuse 1761 zurücktrat, nahm Marie Brûlart die Aufgaben ihres Amtes wieder auf und behielt sie bis zu ihrem Tod.
Sie war eine der ständigen Gäste in den Literatursalons und in den Grandes Nuits de Sceaux, die Louise Bénédicte de Bourbon-Condé, Duchesse du Maine, im Schloss Sceaux mit ihrem Hofstaats und dem Orden der Biene veranstaltete.